# Alpint skiløb
Alpint skiløb er fællesbetegnelsen for skiløb i de skisportsdiscipliner, der er opstået i Alperne. Det drejer sig om grenene: styrtløb og slalom samt storslalom og super-G, der kan betragtes som variationer over de to førstnævnte. 
Alpint skiløb er karakteriseret ved, at hele støvlen og dermed foden er fastspændt til skien i modsætning til nordisk skiløb, hvor hælen kan vippe på skien. Desuden gælder det for de alpine discipliner, at man starter markant højere oppe på et bjerg end der, hvor målet befinder sig, så selve skiløbet (stort set) konstant går nedad. Pisten (banen) er afmærket med porte og forhindringer, som løberne skal forcere på den hurtigste tid.
Styrtløbpister har meget brede porte, idet ideen med disciplinen er, at løberen søger så lige en linje og dermed opnår så høj hastighed som muligt. Modsat har slalompister ret smalle porte, der står tæt på hinanden, men normalt skiftevis i den ene og den anden side i forhold til den korteste linje mellem start og mål, hvorfor løberens svingteknik kommer i centrum. Storslalompister ligner mest slalom, men med større afstand mellem portene, mens super-G-pister er tættere på styrtløb, men har flere sving end styrtløbspisterne.
Konkurrencer i styrtløb og super-G afgøres med ét løb, mens konkurrencer i slalom og storslalom afgøres med to løb afholdt samme dag på forskellige pister.
Der konkurreres i de alpine discipliner ved Vinter-OL hvert fjerde år, VM hvert andet år samt en årlig World Cup. De to første har enkeltkonkurrencer i hver disciplin, mens World Cuppen er en løbende konkurrence, hvor vinderne er den, der samlet set har klaret sig bedst gennem en sæson (fra sent efterår til tidligt forår det følgende år).
Gennem årene har især alpine skiløbere fra Østrig og Schweiz klaret sig rigtig godt, men også løbere fra Frankrig, Italien, Tyskland, Sverige, Norge, USA og Slovenien haft gode resultater.
Der findes også mange skiområder hvor sporten udleves af professionelle og almindelige løbere. Mest kendte er nok: Trysil og Hemsedal i Norge, Åre og Sälen i Sverige, Garmich-Partenkirchen og Oberstorf i Tyskland, Skt. Anton og Sölden i Østrig, Livigno og Canazei i Italien, Skt. Moritz og Verbier i Schweiz, Alpe d´ Huez og Val Thorens i Frankrig, Lake Louise og Sunshine Village i Canada og Aspen og Vail i USA.